# Jacob Marmorosch

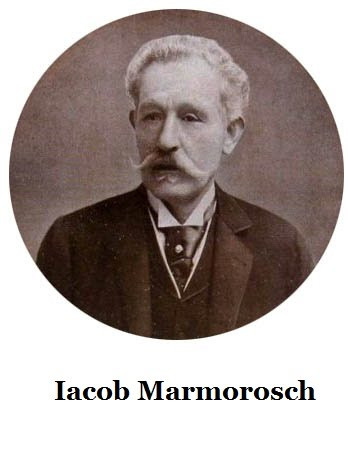
Jacob Marmorosch

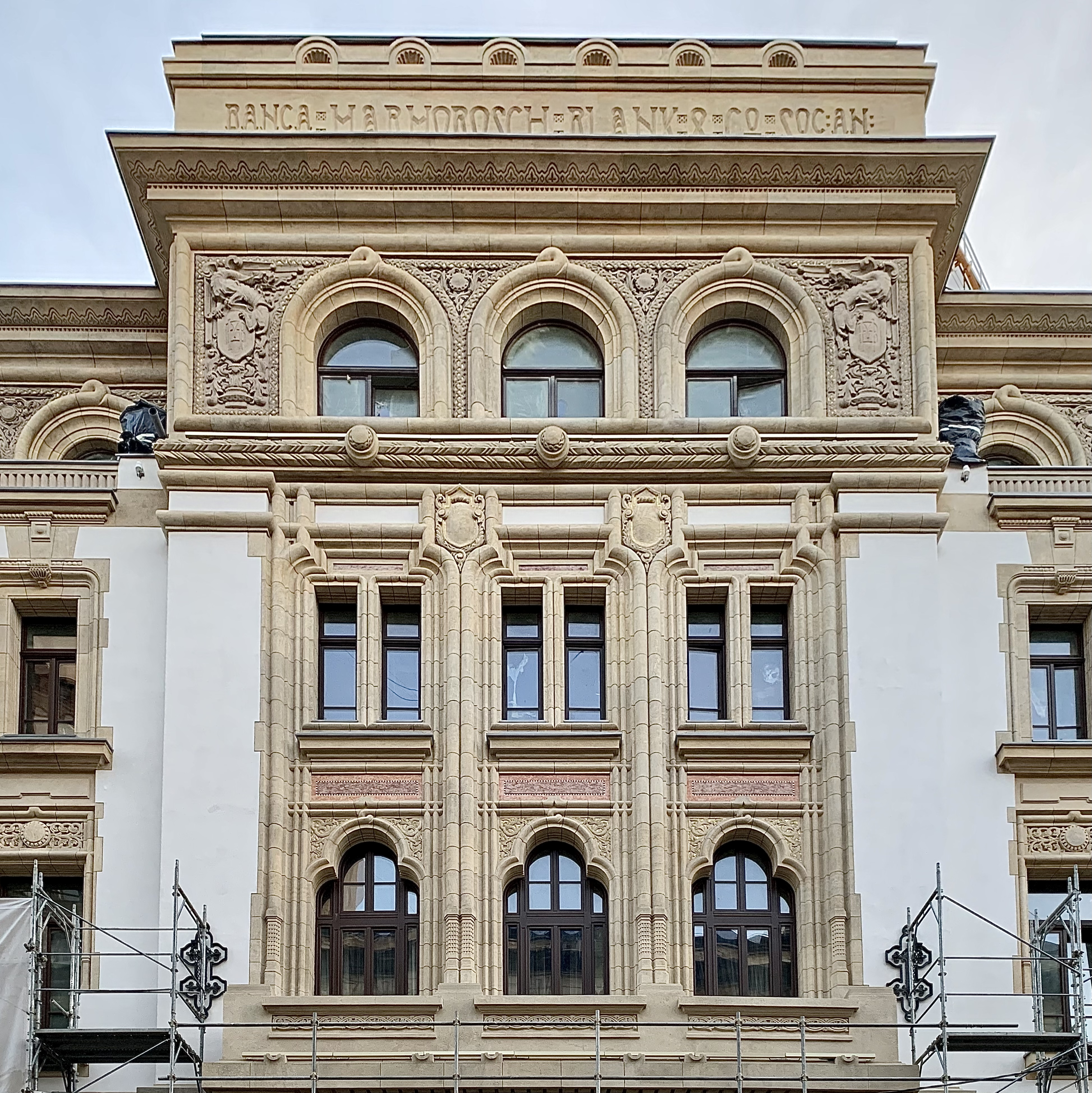
The Marmorosch, Strada Doamnei 2–4 in Bukarest

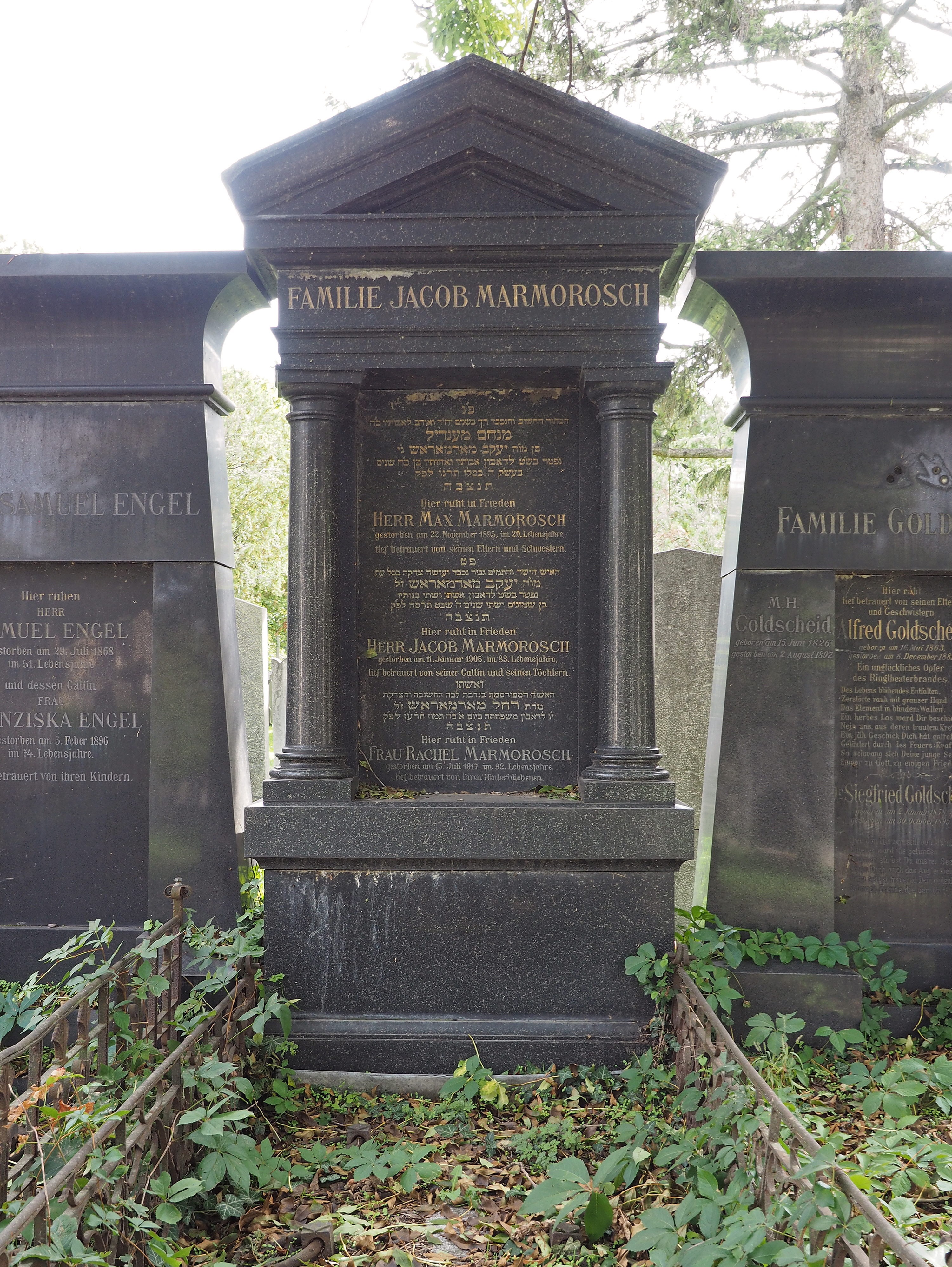
Grab von Jacob Marmorosch in der Alten Jüdischen Abteilung des Wiener Zentralfriedhofes

Jacob Marmorosch (* 1. Dezember 1823 in Kolomyja, Kaisertum Österreich; † 11. Januar 1905 in Wien) war ein rumänischer Geldverleiher, Pfandleiher und Bankier. Bekannt wurde er als einer der Gründer der 1863 entstandenen Banca Marmorosch, Blank & Co.

## Leben und Werk
Marmorosch begann seine Tätigkeit als Geld- und Pfandverleiher 1848 in Bukarest, im Bereich der Straßen Băcani und Blănari. Seit 1857 arbeitete er eng mit seinem Schwager Jacob Löbel zusammen, dem es 1865 gelang, die Leitung der Ottomanischen Bank zur Gründung einer Filiale in Bukarest unter dem Namen Banque de Romania zu bewegen. Am 1. Januar 1874 wurde die Handels- und Importfirma von Jacob Marmorosch unter Beteiligung von Mauriciu Blank als Mitgründer in die  Banca Marmorosch, Blank & Co. mit einem Kapital von 172.000 Lei umgewandelt. Das Kreditinstitut sponserte die Bank Isac Löbel in Wien. Banca Marmorosch, Blank & Co. gehörte in dieser Zeit zu den der größten Banken Rumäniens. Nach Jacob Marmoroschs Tod wurde die Bank 1905 unter Mitwirkung der Pester Ungarischen Commercialbank, der Darmstädter Bank und der Berliner Handels-Gesellschaft in eine Aktiengesellschaft umgewandelt. Heute befindet sich in dem ehemaligen Bankgebäude das 2021 neu eröffnete Hotel The Marmorosch.
Jacob Marmorosch war mit Rachel (geb. Löbel, * 24. August 1825 in Bukarest; † 15. Juli 1917 in Wien) verheiratet, mit der er drei Kinder hatte: Johanna Pisling (1841–1910), Amalie Lemberger (1843–1918) und Max Noa Marmorosch (1866–1895).
1870 ließ sich Jacob Marmorosch in Wien nieder, wo er bis zu seinem Tod fast dauerhaft blieb (Wohnsitz: Zelinkagasse 13, 1010 Wien). Er wurde am 13. Januar 1905 in der Alten Jüdischen Abteilung des Wiener Zentralfriedhofs beigesetzt.